# Zeche Vereinigte Nachtigall
Die Zeche Vereinigte Nachtigall ist ein ehemaliges Steinkohlebergwerk in Bommern. Das Bergwerk war eine Kleinzeche, die dem Unternehmer Wilhelm Dünkelberg gehörte. Das Bergwerk ist daher auch unter dem Namen Zeche Dünkelberg bekannt. Das Bergwerk wurde auf dem Gelände der stillgelegten Zeche Nachtigall betrieben, um die dortige Ziegelei Dünkelberg mit Kohlen zu versorgen.

## Bergwerksgeschichte
Am 1. Februar des Jahres 1921 wurde in einem alten Grubenfeld der Zeche Nachtigall Tiefbau die Gewinnung von Steinkohle wieder aufgenommen. 220 Meter südlich des Schachtes Hercules waren noch Restpfeiler stehengeblieben, die nun von der Zeche Vereinigte Nachtigall in Verhieb genommen wurden. Hierfür wurden zwei Stollen der Zeche Turteltaube und der alte Stollen der Zeche Eleonore wieder aufgewältigt. Die Stollen waren in den Flözen Geitling 1 und Geitling 3 aufgefahren worden. Außerdem wurde ein querschlägiger Stollen aufgefahren, um die Ziegelei mit dem südlich gelegenen Steinbruch Dünkelberg zu verbinden. Dieser als Nachtigallstollen bekannte Stollen hat eine Länge von 130 Metern. Der Stollen wurde für die Förderung des im Steinbruch abgebauten Schiefergesteins benötigt. Bereits im ersten Jahr wurden von drei Bergleuten 351 Tonnen Steinkohle gefördert. Im Jahr darauf wurde mit fünf Bergleuten die maximale Förderung von 1876 Tonnen Steinkohle erbracht. Im Jahr 1926 wurde eine Förderung von 1340 Tonnen Steinkohle erbracht, die Belegschaftsstärke lag bei drei Bergleuten. Am 4. Dezember desselben Jahres wurde die Förderung eingestellt. Am 15. Februar des Jahres 1927 wurde die Zeche Vereinigte Nachtigall endgültig stillgelegt und der Betrieb aufgelöst. Nach dem Zweiten Weltkrieg fand noch für eine kurze Zeit wilder Bergbau statt.

## Nachfolgenutzung
Der Nachtigallstollen wurde vom LWL-Industriemuseum übernommen und zum Besucherbergwerk ausgebaut. Es wurde ein querschlägiger Stollen in das Flöz Mentor aufgefahren. In dem Stollen sind die Arbeitsbedingungen des früheren Kohlebergbaus für die Besucher nachgestellt.